# Отиш
Отиш је насељено мјесто у општини Сански Мост, Босна и Херцеговина.

## Становништво
|             | 2013.       | 1991.        | 1981.        | 1971.        |
| Укупно      | 17 (100,0%) | 271 (100,0%) | 387 (100,0%) | 481 (100,0%) |
| Срби        | 17 (100,0%) | 271 (100,0%) | 364 (94,06%) | 481 (100,0%) |
| Југословени | –           | –            | 23 (5,943%)  | –            |